# Oleksandr Okipnjuk
Oleksandr Oleksandrowytsch Okipnjuk (ukrainisch Олександр Олександрович Окіпнюк; bei der FIS nach englischer Transkription Oleksandr Okipniuk; * 4. September 1998 in Berehowe, Transkarpatien) ist ein ukrainischer Freestyle-Skier. Er ist auf die Disziplin Aerials (Springen) spezialisiert und gewann bei den Weltmeisterschaften 2023 die Mixed-Bronzemedaille.

## Biografie
Oleksandr Okipnjuk gab im Alter von 13 Jahren im heimischen Bukowel sein Europacup-Debüt. Ein Jahr später belegte er bei seinen ersten Juniorenweltmeisterschaften in Chiesa in Valmalenco Platz 17. Bei seinen beiden folgenden JWM-Teilnahmen am selben Ort konnte er sich nur leicht verbessern und belegte die Ränge 16 und 14. Im Frühjahr 2015 erlitt er eine Wirbelverletzung und konnte danach zwei Jahre nicht an Wettkämpfen teilnehmen. Nach dem Comeback etablierte sich Okipnjuk langsam im Europacup und nahm noch zwei weitere Male an Juniorenweltmeisterschaften teil. Bei seinem letzten Antreten 2018 wurde er in Raubitschy Zwölfter. Im Februar 2020 gelang ihm in Bukowel sein erster Europacupsieg, im Dezember 2022 gewann er auch in Ruka.
Am 23. Februar 2013 gab Okipnjuk mit gerade einmal 14 Jahren in Bukowel sein Debüt im Freestyle-Skiing-Weltcup. Aufgrund seiner Verletzungspause kam er erst ab Anfang Februar 2020 zu regelmäßigen Einsätzen. Ein weiteres Jahr später belegte er als Sechster im Deer Valley erstmals einen absoluten Spitzenplatz. Bei seinen ersten Weltmeisterschaften in Almaty wurde er Zwölfter. Im Rahmen der Olympischen Spiele von Peking verpasste er mit der Ukraine aufgrund mehrerer positiver Corona-Tests die Teilnahme am Mannschaftswettbewerb. Im Einzel wurde er Neunter. Bei den Weltmeisterschaften in Bakuriani gewann er zunächst gemeinsam mit Dmytro Kotowskyj und Anastassija Nowossad die Bronzemedaille im Mixed. Im Einzel belegte er erneut Rang neun.

## Erfolge

### Olympische Spiele
- Peking 2022: 9. Aerials

### Weltmeisterschaften
- Almaty 2021: 12. Aerials
- Bakuriani 2023: 3. Aerials Mixed, 9. Aerials
- Engadin 2025: 2. Aerials Mixed

### Weltcup
- 4 Platzierungen unter den besten zehn

### Weltcupwertungen
| Saison  | Gesamt | Gesamt | Aerials | Aerials |
| Saison  | Platz  | Punkte | Platz   | Punkte  |
| ------- | ------ | ------ | ------- | ------- |
| 2012/13 | 301.   | 1      | 46.     | 4       |
| 2014/15 | 179.   | 2      | 35.     | 15      |
| 2018/19 | 216.   | 2,2    | 40.     | 11      |
| 2019/20 | 215.   | 2,57   | 36.     | 18      |
| 2020/21 | –      | –      | 24.     | 71      |
| 2021/22 | –      | –      | 19.     | 94      |
| 2022/23 | –      | –      | 21.     | 56      |
| 2023/24 | –      | –      | 38.     | 9       |
| 2024/25 | –      | –      | 23.     | 76      |

### Europacup
- Saison 2017/18: 9. Aerials-Wertung
- Saison 2018/19: 10. Aerials-Wertung
- Saison 2019/20: 9. Aerials-Wertung
- 3 Podestplätze, davon 2 Siege:

| Datum            | Ort     | Land     | Disziplin |
| ---------------- | ------- | -------- | --------- |
| 14. Februar 2020 | Bukowel | Ukraine  | Aerials   |
| 9. Dezember 2022 | Ruka    | Finnland | Aerials   |

### Juniorenweltmeisterschaften
- Chiesa in Valmalenco 2013: 17. Aerials
- Chiesa in Valmalenco 2014: 16. Aerials
- Chiesa in Valmalenco 2015: 14. Aerials
- Chiesa in Valmalenco 2017: 14. Aerials
- Raubitschy 2018: 12. Aerials